# Jan Ščotka
Jan Ščotka (* 20. května 1996 Vsetín) je český profesionální hokejový obránce, hrající za český klub HC Kometa Brno.

## Prvenství
- Debut v ČHL – 12. září 2014 (HC Oceláři Třinec proti HC Dynamo Pardubice)
- První asistence v ČHL – 14. října 2014 (HC Dynamo Pardubice proti HC Škoda Plzeň)
- První gól v ČHL – 23. listopadu 2014 (HC Sparta Praha proti HC Dynamo Pardubice, brankáři Rastislavu Staňovi)

## Klubová statistika
| Sezóna      | Klub                         | Soutěž      |     | Základní část | Základní část | Základní část | Základní část | Základní část |   | Play off | Play off | Play off | Play off | Play off |
| Sezóna      | Klub                         | Soutěž      | Z   | G             | A             | B             | TM            | Z             | G | A        | B        | TM       |          |          |
| 2012-13     | VHK Vsetín                   | 2.ČHL       | 2   | 1             | 0             | 1             | 4             | 1             | 0 | 0        | 0        | 0        |          |          |
| 2014-15     | HC ČSOB Pojišťovna Pardubice | ČHL         | 42  | 1             | 6             | 7             | 14            | 9             | 0 | 0        | 0        | 2        |          |          |
| 2015-16     | HC Dynamo Pardubice          | ČHL         | 47  | 2             | 3             | 5             | 28            | —             | — | —        | —        | —        |          |          |
| 2015-16     | Salith Šumperk               | 1.ČHL       | 2   | 0             | 1             | 1             | 0             | —             | — | —        | —        | —        |          |          |
| 2015-16     | LHK Jestřábi Prostějov       | 1.ČHL       | 1   | 0             | 0             | 0             | 0             | —             | — | —        | —        | —        |          |          |
| 2016-17     | HC Dynamo Pardubice          | ČHL         | 49  | 3             | 5             | 8             | 41            | —             | — | —        | —        | —        |          |          |
| 2017-18     | HC Dynamo Pardubice          | ČHL         | 34  | 1             | 1             | 2             | 8             | 6             | 0 | 0        | 0        | 0        |          |          |
| 2017-18     | LHK Jestřábi Prostějov       | 1.ČHL       | 9   | 1             | 4             | 5             | 2             | —             | — | —        | —        | —        |          |          |
| 2018-19     | HC Litvínov                  | ČHL         | 52  | 7             | 11            | 18            | 28            | —             | — | —        | —        | —        |          |          |
| 2019-20     | HC Litvínov                  | ČHL         | 46  | 5             | 8             | 13            | 12            | —             | — | —        | —        | —        |          |          |
| 2020-21     | HC Litvínov                  | ČHL         | 52  | 10            | 14            | 24            | 18            | 3             | 0 | 0        | 0        | 0        |          |          |
| 2021-22     | JYP Jyväskylä                | Liiga       | 51  | 1             | 7             | 8             | 55            | —             | — | —        | —        | —        |          |          |
| 2022-23     | HC Kometa Brno               | ČHL         | 52  | 2             | 10            | 12            | 26            | 10            | 0 | 2        | 2        | 7        |          |          |
| 2023-24     | HC Kometa Brno               | ČHL         | 48  | 4             | 28            | 32            | 39            | 3             | 0 | 0        | 0        | 27       |          |          |
| 2024-25     | HC Kometa Brno               | ČHL         | 31  | 3             | 8             | 11            | 6             | 20            | 1 | 3        | 4        | 8        |          |          |
| ČHL celkově | ČHL celkově                  | ČHL celkově | 453 | 38            | 94            | 132           | 220           | 68            | 3 | 11       | 14       | 54       |          |          |

## Reprezentace
| Rok                       | Tým                       | Soutěž                    | Z  | G | A | B | TM |
| ------------------------- | ------------------------- | ------------------------- | -- | - | - | - | -- |
| 2014                      | Česko 18                  | MS-18                     | 6  | 0 | 0 | 0 | 2  |
| 2015                      | Česko 20                  | MSJ                       | 5  | 0 | 0 | 0 | 4  |
| 2016                      | Česko 20                  | MSJ                       | 5  | 0 | 0 | 0 | 0  |
| 2022                      | Česko                     | MS                        | 10 | 0 | 1 | 1 | 2  |
| 2024                      | Česko                     | MS                        | 1  | 0 | 0 | 0 | 0  |
| Juniorská kariéra celkově | Juniorská kariéra celkově | Juniorská kariéra celkově | 16 | 0 | 0 | 0 | 6  |
| Seniorská kariéra celkově | Seniorská kariéra celkově | Seniorská kariéra celkově | 11 | 0 | 1 | 1 | 2  |